# Михайлов, Ванче
Иван (Ванчо, Ванче) Михайлов Гаврилов (болг. Иван Михайлов, 26 августа 1896, Ново Село, Османская империя — 5 сентября 1990, Рим, Италия) — болгарский политический деятель в Македонии, руководитель ВМРО. Известен под партийной кличкой Радко.

## Биография

### Рождение
Ванчо родился в Ново Село, община Штип, в семье торговца. Ныне это Северная Македония, а в то время страна находилась под турецким игом. Его отца звали Михаил Гаврилов, дед носил фамилию Михайлов. Михаил Гаврилов состоял в рядах ВМОРО и был лично знаком с Мише Развигоровым и Тодором Александровым. Также семья Гавриловых-Михайловых поддерживала Болгарский экзархат (Болгарскую автокефальную церковь).

## Личная жизнь
Отец Михаил Гаврилов и старший брат Христо Михайлов были убиты сербскими властями 31 октября 1927 года, в ответ через семь лет боевиком ВМРО
Владо Черноземским был убит король Югославии Александр I Карагеоргиевич.
В 1926 году женился на активистке ВМРО Мельпомене Димитровой Крничевой.

### Путь к власти
Учился Ванчо в болгарской мужской гимназии «Св. Кирилл и Мефодий» в Салониках, а также в сербской гимназии в Скопье. В юном возрасте вступил в ряды ВМОРО. В период Первой мировой войны он стал болгарским подданным и был призван в болгарскую армию. После Солунского перемирия 29 сентября 1918 г. Михайлов уволился из армии и поступил на Юридический факультет Софийского университета «Св. Климент Охридский». Именно тогда он, познакомившись с Тодором Александровым, стал его личным секретарём в заграничном представительстве ВМОРО в Софии. Одновременно Иван Михайлов, совместно с Йорданом Чкатровым из Прилепа и Крыстю Веляновым из Крушево, решили создать македонскую студенческую организацию: студенческое дружество «Вардар» в Софии.

### Политическая деятельность
После убийства Александрова, Михайлов вошёл в ЦК ВМРО и стал руководителем организации вплоть до её запрета в 1934 году.
Период руководства Михайлова ознаменован кровавой борьбой за власть в ВМРО, многочисленными политическими убийствами и расправами.
Наиболее громкими событиями были:
- 7 июля 1928 убийство члена ЦК ВМРО Александра Протогерова;
- 9 октября 1934 убийство Владо Черноземским короля Югославии Александра I Карагеоргиевича.

В качестве оправдания Михайлов называл убийства местью за гибель Александрова.
Михайлову удалось создать в Пиринском крае полусамостоятельное государственное формирование, находившееся вне контроля правительства Болгарии.
После военного переворота 1934 года в Софии в Пиринском крае восстановилась власть центрального правительства, а деятельность ВМРО была запрещена.
Македонисты считают Михайлова предателем, македонские болгары — героем. Находился в жесткой оппозиции к коммунистическим движениям.

### Публицистика
Несмотря на своё отрицательное отношение к идее объединения Македонии и Болгарии Михайлов всю жизнь утверждал, что славянское население края представлено болгарами и не признавал новой нации македонцев (как и литературного македонского языка), рассматривая их как проект сербских «национал-коммунистов» (который он назвал «сербокоммунистов») по сохранению Вардарской Македонии с последующим присоединением Пиринской и Эгейской частей Македонии к Югославии.
Выступал за создание автономной, а в перспективе — независимой республики Македония со столицей в Салониках. В качестве примера государственного устройства и разрешения национального конфликта принимал Швейцарию.

### Эмиграция
После переворота 19 мая 1934 года новое правительство Кимона Георгиева (ориентированное на дружбу с Белградом) начало анти-македонскую кампанию и приняло решительные меры по прекращению всякой деятельности ВМРО в стране. В сентябре был принят закон о защите государственной безопасности, создававший ускоренную процедуру поимки и осуждения руководителей организации. 7 сентября были объявлены вне закона 10 членов центрального руководства ВМРО, среди них — Михайлов. В ночь с 10 на 11 сентября Иван Михайлов и его супруга Менча Кырничева нелегально перешли границу с Турцией. Михайловы жили в Турции (на положении интернированных), затем — в Польше и Венгрии. Во время Второй мировой войны жили в Независимом Государстве Хорватия по приглашению Анте Павелича. В начале сентября 1944 года Михайлов отказался от предложения Гитлера возглавить «независимое» Македонское государство.

### Старость
Впоследствии жил в Испании и Италии, работал на Радио Ватикана. Умер от старости в Риме.